# Ilha Rebun

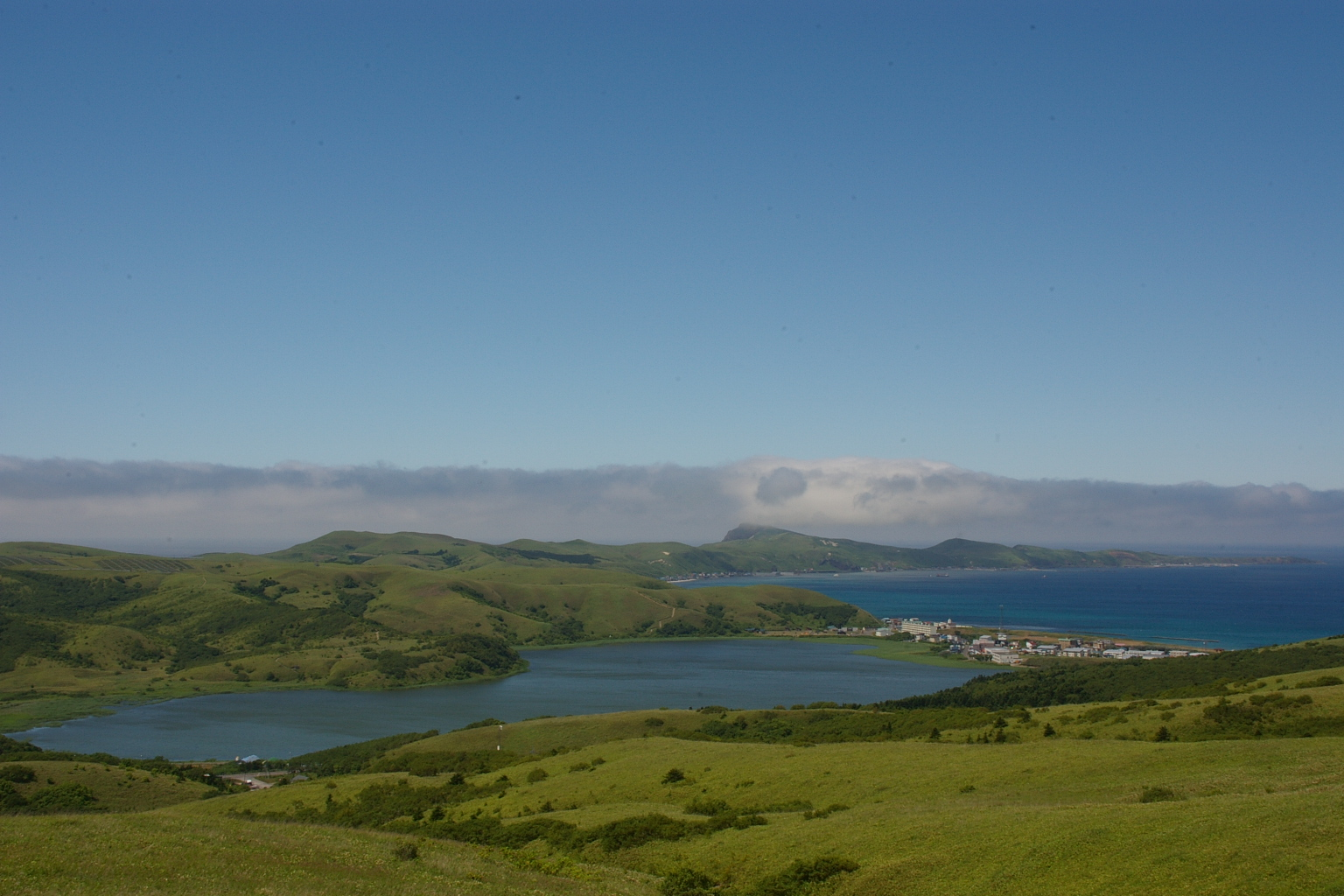
Vista do lago Kusyu na ilha Rebun

A ilha Rebun (em japonês:  礼文岛, Rebun-tō; em ainu:  Repun) é uma pequena ilha costeira do Japão, que se encontra nas águas do mar do Japão frente à costa noroeste da ilha de Hokkaido, e a 10 km a noroeste da ilha Rishiri. Administrativamente pertence à prefeitura de Hokkaido e integra o Parque Nacional de Rishiri-Rebun-Sarobetsu. A maior cidade de Rebun é Kafukakou. No interior da ilha há um lago, o lago Kusyu.
O nome da ilha ("Repun") significa na língua ainu "ilha em mar aberto."

É uma ilha alongada, que se estende 29 km na direção norte-sul e 8 km em este-oeste, com uma área de 80 km². É conhecida pela sua flora alpina, com alguns endemismos, e pela rota de montanhismo que vai de um extremo da ilha ao outro, de norte a sul.